# Bandhemmung
Die Bandhemmung ist die Einschränkung der Bewegung eines Gelenks durch Bänder. Ein Band dient der Führung von biologischen Gelenken. Die Funktion eines Bandes des Bewegungsapparates aus ihrem Ursprung und Ansatz. Die Bandhemmung verhindert eine Überlastung der Muskulatur und eine Überdehnung des Gelenks.
Beispiel: Das Innenband des Kniegelenkes verbindet den inneren Knorren (Condylus medialis) des Oberschenkelknochens mit dem inneren Knorren des Schienbeinkopfes. Dadurch wird ein Aufklappen des Kniegelenks in der Frontalebene gehemmt, eine Beugung und Streckung in der Sagittalebene (Arbeitsebene) jedoch ermöglicht.
Die gewaltsame Aufhebung der Bandhemmung, beispielsweise durch einen Unfall, führt zur
- Bänderzerrung (Distorsion) oder zum
- Bänderriss (Ruptur).